# 2010-es angol labdarúgó-ligakupa-döntő
A 2010-es angol labdarúgó-ligakupa-döntő, eredeti nevén Football League Cup az angol ligakupa 2009–2010-es, vagyis 50. szezonjának utolsó mérkőzése volt. A mérkőzést a Wembley Stadionban játszották 2010. február 28-án, a két résztvevő az Aston Villa és a 2008-09-es Premier League győztes Manchester United volt.
A negyedik percben Vidics szabálytalansága nyomán tizenegyeshez jutott az Aston Villa, amelyet Milner értékesített, de nem sokkal később Michael Owen egyenlített ki. Owent sérülés miatt lecseréltél és a helyére beállt Wayne Rooney megszerezte a Manchester United győztes találatát a 74. percben.

## A mérkőzés
| 2010. február 28. 15:00 GMT |

| Aston Villa          | 1–2         | Manchester United   |
| -------------------- | ----------- | ------------------- |
| Milner 5' (11-esből) | Jegyzőkönyv | Owen 12' Rooney 74' |

| Wembley Stadion, London Nézőszám: 88 596 Játékvezető: Phil Dowd (Staffordshire) |

| Aston Villa | Manchester United |

|                |    |                     |     |     |
|                |    |                     |     |     |
| GK             | 1  | Brad Friedel        |     |     |
| RB             | 24 | Carlos Cuéllar      |     | 80' |
| CB             | 29 | James Collins       | 11' |     |
| CB             | 5  | Richard Dunne       |     |     |
| LB             | 25 | Stephen Warnock     |     |     |
| RM             | 7  | Ashley Young        |     |     |
| CM             | 8  | James Milner        |     |     |
| CM             | 19 | Stiliyan Petrov (c) |     |     |
| LM             | 6  | Stewart Downing     | 18' |     |
| CF             | 18 | Emile Heskey        |     |     |
| CF             | 11 | Gabriel Agbonlahor  |     |     |
| Cserék:        |    |                     |     |     |
| GK             | 22 | Brad Guzan          |     |     |
| DF             | 2  | Luke Young          |     |     |
| DF             | 23 | Habib Beye          |     |     |
| MF             | 4  | Steve Sidwell       |     |     |
| MF             | 16 | Fabian Delph        |     |     |
| FW             | 10 | John Carew          |     | 80' |
| FW             | 14 | Nathan Delfouneso   |     |     |
| Edző:          |    |                     |     |     |
| Martin O’Neill |    |                     |     |     |

|                   |    |                  |     |     |
|                   |    |                  |     |     |
| GK                | 29 | Tomasz Kuszczak  |     |     |
| RB                | 21 | Rafael           |     | 66' |
| CB                | 15 | Nemanja Vidić    | 68' |     |
| CB                | 23 | Jonny Evans      |     |     |
| LB                | 3  | Patrice Evra (c) | 41' |     |
| RM                | 25 | Antonio Valencia |     |     |
| CM                | 24 | Darren Fletcher  |     |     |
| CM                | 16 | Michael Carrick  |     |     |
| LM                | 13 | Park Ji-Sung     |     | 85' |
| CF                | 7  | Michael Owen     |     | 42' |
| CF                | 9  | Dimitar Berbatov |     |     |
| Cserék:           |    |                  |     |     |
| GK                | 12 | Ben Foster       |     |     |
| DF                | 2  | Gary Neville     |     | 66' |
| DF                | 6  | Wes Brown        |     |     |
| MF                | 18 | Paul Scholes     |     |     |
| MF                | 28 | Darron Gibson    |     | 85' |
| FW                | 10 | Wayne Rooney     |     | 42' |
| FW                | 32 | Mame Biram Diouf |     |     |
| Edző:             |    |                  |     |     |
| Sir Alex Ferguson |    |                  |     |     |

| JÁTÉKVEZETŐK - Játékvezető-asszisztensek: - Shaun Procter-Green (Lincolnshire) - David Richardson West Yorkshire) - Negyedik játékvezető: Lee Mason (Lancashire) MÉRKŐZÉS JÁTÉKOSA - Antonio Valencia (Manchester United) | SZABÁLYOK - 90 perces játékidő. - 30 perc hosszabbítás, ha szükséges. - Büntetőpárbaj, ha az állás döntetlen. - Hét nevezett cserejátékos. - Legfeljebb három cserelehetőség. |

## Statisztika
|                      | Aston Villa | Manchester United |
| -------------------- | ----------- | ----------------- |
| Gólok                | 1           | 2                 |
| Lövések              | 10          | 18                |
| Kapura tartó lövések | 3           | 9                 |
| Labdabirtoklás       | 50%         | 50%               |
| Szögletek            | 4           | 5                 |
| Szabálytalanságok    | 10          | 11                |
| Lesek                | 5           | 4                 |
| Sárga lap            | 2           | 2                 |
| Piros lap            | 0           | 0                 |

Forrás: BBC Sport

## Út a döntőig
| Manchester United                              | Manchester United                              | Manchester United                              | Round    | Aston Villa                               | Aston Villa                               | Aston Villa                               |
| ---------------------------------------------- | ---------------------------------------------- | ---------------------------------------------- | -------- | ----------------------------------------- | ----------------------------------------- | ----------------------------------------- |
| Manchester United                              | 1–0                                            | Wolverhampton Wanderers                        | 3. kör   | Aston Villa                               | 1–0                                       | Cardiff City                              |
| Barnsley                                       | 0–2                                            | Manchester United                              | 4. kör   | Sunderland                                | 0–0 (1–3p)                                | Aston Villa                               |
| Manchester United                              | 2–0                                            | Tottenham Hotspur                              | 5. kör   | Portsmouth                                | 2–4                                       | Aston Villa                               |
| Manchester City                                | 2–1                                            | Manchester United                              | Elődöntő | Blackburn Rovers                          | 0–1                                       | Aston Villa                               |
| Manchester United                              | 3–1                                            | Manchester City                                | Elődöntő | Aston Villa                               | 6–4                                       | Blackburn Rovers                          |
| A Manchester United nyert 4–3-as összesítéssel | A Manchester United nyert 4–3-as összesítéssel | A Manchester United nyert 4–3-as összesítéssel | Elődöntő | Az Aston Villa nyert 7–4-es összesítéssel | Az Aston Villa nyert 7–4-es összesítéssel | Az Aston Villa nyert 7–4-es összesítéssel |